# Vodník (Kytice)
Vodník je balada ze sbírky Karla Jaromíra Erbena Kytice. Báseň je tematicky blízká Erbenově Polednici, v obou zasahují nadpřirozené bytosti.
Tato balada byla zhudebněna Antonínem Dvořákem roku 1896.

## Obsah
Vodník sedí na vrbě u jezera a šije si svatební oblečení. Mezitím se mladá slečna z nedaleké vísky rozhodne, že si v jezeře vypere prádlo. Její matka ale měla zlý sen a o svou dceru se bojí. Nechce ji k jezeru pustit. Dcera však nedbá matčina varování a jde prát k jezeru. Jakmile namočí první kus prádla, stáhne ji voda pod hladinu. Vodník se jí násilím zmocní a učiní ji svou ženou.
Od té doby s ním musí žít v jeho vodní říši. Je velmi nešťastná. Jedinou radost jí přináší její (a vodníkovo) malé dítě. Po nějaké době se jí zasteskne po matce a prosí vodníka, aby ji směla navštívit. Vodník je zásadně proti, ale po dlouhém přesvědčování a mnoha podmínkách jí přece jen dovolí jít. Dítě však musí zůstat v jezeře jako záruka, že se žena vrátí.
Když dcera spatří matku, zapomene na všechny dohody i na dítě, a schová se před vodníkem u matky v chalupě. Když se dlouho nevrací, vodník si pro ni přijde. Matka ji ovšem odmítne vydat a vodníkovi neotevře. Vodník zkouší všemožné výmluvy, jen aby se mu manželka vrátila. Marně. Vodník ji tedy upozorní, že dítě pláče. Kvůli dítěti dcera zvažuje návrat, ale matka jí nedovolí odejít a vodníkovi odpoví, aby přinesl dítě do chalupy. Vodník pak dítě skutečně přinese; nejprve mu však utrhne hlavu a jeho zkrvavené ostatky pohodí na práh.

## Autorovo poznamenání
Paměti hodné jest, že všecky báječné bytosti vodní, podlé pověstí slovanských i jiných národů, jistý ráz ukrutnosti na sobě mívají, takže když na člověku pomstiti se nemohou, i na svém vlastním rodu pomstu svou vylévají. Ostatně sluší věděti, že táž pověst vypravuje se také o lesním muži, kterýž chytiv dívku, sedm let za ženu ji u sebe choval; a když potom od něho utekla, z pomsty dítky své s ni zplozené roztrhal. Podobnou pověst o Vodníkovi, v národní píseň uvedenou, mají Lužičané.
„Sviť měsíčku sviť, ať mi šije niť.“
Takto zpívá sobě, dle našich pověstí, Vodník, když sedě v noci na topolu při vodě, botky sobě šije.
„Starosvati — černí raci.“
Starosvati znamenají v severních Čechách tolik, co u Jihoslovanů svatové, t. ti, kdo ženicha, když jde pro nevěstu, doprovázejí.
„Mokře chodí v suše.“
Vodníka, prý, snadno jest mezi lidmi poznati, mimo jiné, také po tom, že mu vždy ze šatu z levé strany kape.
„A ve vodě pod hrnečky střádá lidské duše.“
Bubliny, ježto někdy ode dna hlubokých rybníků a jezer nahoru vycházejí, tak jako by byl někdo dole poklopený hrneček převrátil a povětří z něho pustil, daly příčinu k pověsti, že Vodník dole chová duše utopených pod poklopenými hrnečky.
„S zelenými vlásky.“
Vodník i jeho děti mají, dle pověsti, zelené vlasy.
„Neobjímej matky své, ani duše jiné.“
V pověstech našich, a zvláště takových, kde někdo z jiného jakéhokoli světa na tento se navracuje, opakuje se často napomenutí, aby zde nikoho neobjímal ani nelíbal, sic že na všecko předešlé zapomene, a tudíž ztratí to, co mu tam bylo mílo.